# Elezioni politiche in Italia del 1987
Le elezioni politiche in Italia del 1987 per il rinnovo dei due rami del Parlamento Italiano – la Camera dei deputati e il Senato della Repubblica – si tennero domenica 14 e lunedì 15 giugno 1987. Furono le ultime elezioni alle quali prese parte il Partito Comunista Italiano. 

## Sistema di voto
Le elezioni politiche del 1987 si tennero con il sistema di voto introdotto con il decreto legislativo luogotenenziale n. 74 del 10 marzo 1946, dopo essere stato approvato dalla Consulta Nazionale il 23 febbraio 1946. Concepito per gestire le elezioni dell'Assemblea Costituente previste per il successivo 2 giugno, il sistema fu poi recepito come normativa elettorale per la Camera dei deputati con la legge n. 6 del 20 gennaio 1948.
Per quanto riguarda il Senato della Repubblica, i criteri di elezione vennero stabiliti con la legge n. 29 del 6 febbraio 1948 la quale, rispetto a quella per la Camera, conteneva alcuni piccoli correttivi in senso maggioritario, pur mantenendosi anch'essa in un quadro largamente proporzionale. Secondo la suddetta legge del 1946, i partiti presentavano in ogni circoscrizione una lista di candidati.
L'assegnazione di seggi alle liste circoscrizionali avveniva con un sistema proporzionale utilizzando il metodo dei divisori con quoziente Imperiali; determinato il numero di seggi guadagnati da ciascuna lista, venivano proclamati eletti i candidati che, all'interno della stessa, avessero ottenuto il maggior numero di preferenze da parte degli elettori, i quali potevano esprimere il loro gradimento per un massimo di quattro candidati.
I seggi e i voti residuati a questa prima fase venivano raggruppati poi nel collegio unico nazionale, all'interno del quale gli scranni venivano assegnati sempre col metodo dei divisori, ma utilizzando ora il quoziente Hare naturale ed esaurendo il calcolo tramite il metodo dei più alti resti. Differentemente dalla Camera, la legge elettorale del Senato si articolava su base regionale, seguendo il dettato costituzionale (art. 57).
Ogni Regione era suddivisa in molti collegi uninominali. All'interno di ciascun collegio, veniva eletto il candidato che avesse raggiunto il quorum del 65% delle preferenze: tale soglia, oggettivamente di difficilissimo conseguimento, tradiva l'impianto proporzionale su cui era concepito anche il sistema elettorale della Camera Alta. Qualora, come normalmente avveniva, nessun candidato avesse conseguito l'elezione, i voti di tutti i candidati venivano raggruppati in liste di partito a livello regionale, dove i seggi venivano allocati utilizzando il metodo D'Hondt delle maggiori medie statistiche e quindi, all'interno di ciascuna lista, venivano dichiarati eletti i candidati con le migliori percentuali di preferenza.

### Circoscrizioni
Il territorio nazionale italiano venne suddiviso alla Camera dei deputati in 32 circoscrizioni plurinominali e al Senato della Repubblica in 20 circoscrizioni plurinominali, corrispondenti alle regioni italiane.

#### Circoscrizioni della Camera dei deputati

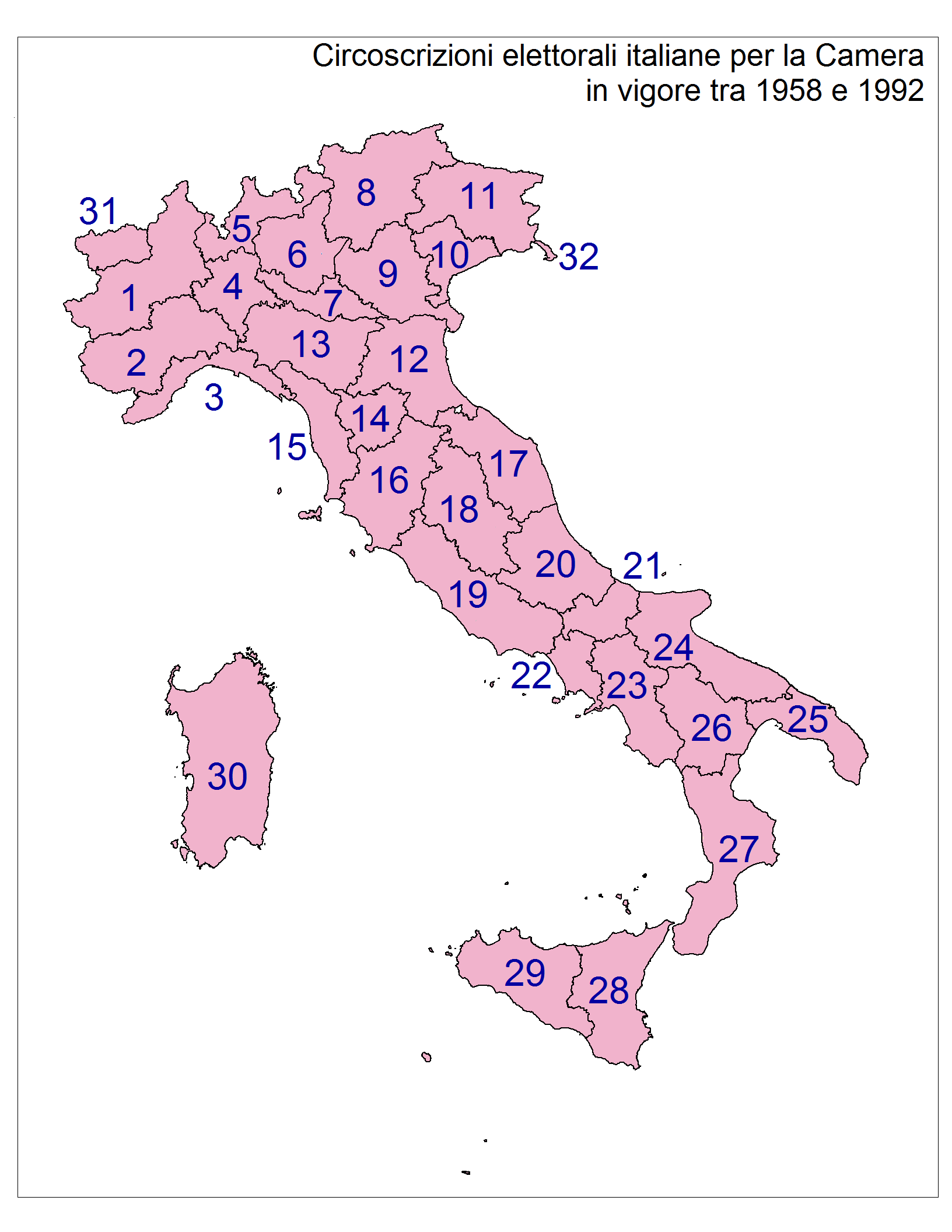
Le circoscrizioni per la Camera dei deputati.

Le circoscrizioni della Camera dei deputati furono le seguenti:
1. Torino (Torino, Novara, Vercelli);
2. Cuneo (Cuneo, Alessandria, Asti);
3. Genova (Genova, Imperia, La Spezia, Savona);
4. Milano (Milano, Pavia);
5. Como (Como, Sondrio, Varese);
6. Brescia (Brescia, Bergamo);
7. Mantova (Mantova, Cremona);
8. Trento (Trento, Bolzano);
9. Verona (Verona, Padova, Vicenza, Rovigo);
10. Venezia (Venezia, Treviso);
11. Udine (Udine, Belluno, Gorizia);
12. Bologna (Bologna, Ferrara, Ravenna, Forlì);
13. Parma (Parma, Modena, Piacenza, Reggio Emilia);
14. Firenze (Firenze, Pistoia);
15. Pisa (Pisa, Livorno, Lucca, Massa e Carrara);
16. Siena (Siena, Arezzo, Grosseto);
17. Ancona (Ancona, Pesaro, Macerata, Ascoli Piceno);
18. Perugia (Perugia, Terni, Rieti);
19. Roma (Roma, Viterbo, Latina, Frosinone);
20. L'Aquila (Aquila, Pescara, Chieti, Teramo);
21. Campobasso (Campobasso, Isernia;
22. Napoli (Napoli, Caserta);
23. Benevento (Benevento, Avellino, Salerno);
24. Bari (Bari, Foggia);
25. Lecce (Lecce, Brindisi, Taranto);
26. Potenza (Potenza, Matera);
27. Catanzaro (Catanzaro, Cosenza, Reggio Calabria);
28. Catania (Catania, Messina, Siracusa, Ragusa, Enna);
29. Palermo (Palermo, Trapani, Agrigento, Caltanissetta);
30. Cagliari (Cagliari, Sassari, Nuoro, Oristano);
31. Valle d'Aosta (Aosta);
32. Trieste (Trieste).

#### Circoscrizioni del Senato della Repubblica

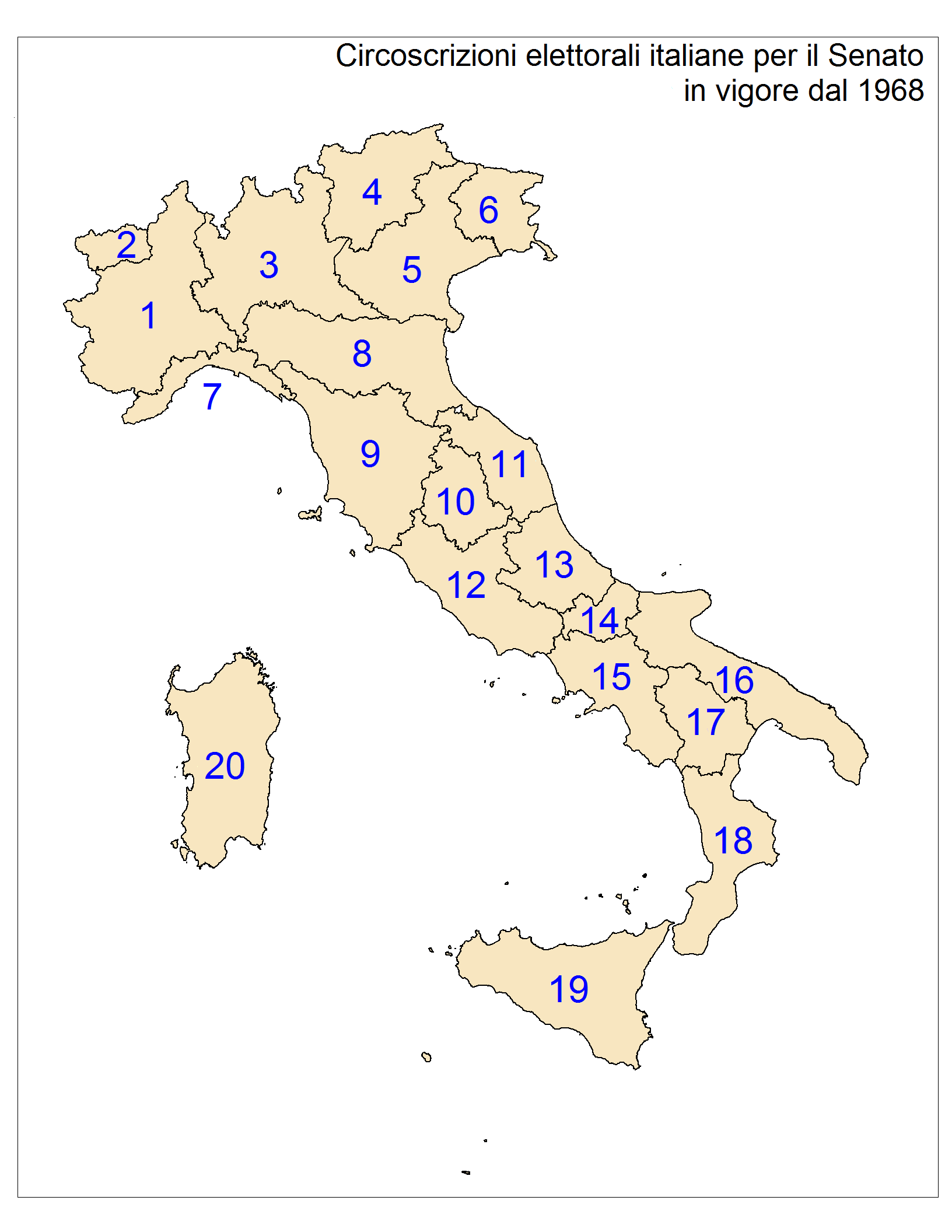
Le circoscrizioni per il Senato della Repubblica.

Le circoscrizioni del Senato della Repubblica invece erano le seguenti:
1. Piemonte;
2. Valle D'Aosta;
3. Lombardia;
4. Trentino-Alto Adige;
5. Veneto;
6. Friuli-Venezia Giulia;
7. Liguria;
8. Emilia-Romagna;
9. Toscana;
10. Umbria;
11. Marche;
12. Lazio;
13. Abruzzo;
14. Molise;
15. Campania;
16. Puglia;
17. Basilicata;
18. Calabria;
19. Sicilia;
20. Sardegna.

## Quadro politico
La precedente legislatura vide la formazione di due governi guidati da Bettino Craxi, fatto eccezionale poiché per la prima volta nell'Italia repubblicana venne affidata la presidenza del Consiglio a un politico socialista.
Le elezioni del 1983 infatti, consegnarono alle Camere una composizione di eletti che vide un ridottissimo scarto di differenza tra i seggi assegnati alla DC e quelli assegnati al PCI: solamente 27 alla Camera e 13 al Senato, una differenza mai così bassa dall'avvento della Repubblica. La DC infatti, alla precedente tornata elettorale, scese per la prima volta al di sotto del 35% dei consensi, fattore questo che contribuì alla necessità della formazione del pentapartito.
Le elezioni amministrative del 1985, pur formalmente positive nei risultati per il governo, evidenziarono i complicatissimi equilibrismi su cui si reggeva l’affollata maggioranza: se il tentativo di generalizzare la coalizione ebbe successo per le regionali, che confinarono i comunisti nelle tre storiche "regioni rosse" del Centro Italia, la naturale disomogeneità dei consigli locali non poteva non scontrarsi con i complicati accordi fra le segreterie di partito: il caso più evidente fu quello di Milano, la città di Craxi, dove il repentino disfacimento della risicata maggioranza nel consiglio provinciale aveva provocato per ritorsione gravi tensioni nel consiglio comunale.
Craxi governò fino al 1987, dimettendosi dopo aver sconfessato il «patto della staffetta» con la DC di Ciriaco De Mita, che avrebbe visto un democristiano alternarsi alla guida del Governo dopo un anno, per condurre al termine la legislatura. La fine del governo Craxi portò ad attestazioni di stima e di rammarico per la sua caduta da parte di diversi giornali stranieri, tra cui il Financial Times, Le Monde e The Wall Street Journal. Dopo la rinuncia di Oscar Luigi Scalfaro, Amintore Fanfani ricevette l'incarico di formare un nuovo esecutivo: si trattò di un monocolore democristiano, il cui unico scopo era quello di preparare le elezioni.

### Principali forze politiche
| Partito | Partito                                                | Collocazione     | Ideologia principale      | Segretario         | Foto |
| ------- | ------------------------------------------------------ | ---------------- | ------------------------- | ------------------ | ---- |
|         | Democrazia Cristiana (DC)                              | Centro           | Cristianesimo democratico | Ciriaco De Mita    |      |
|         | Partito Comunista Italiano (PCI)                       | Sinistra         | Comunismo                 | Alessandro Natta   |      |
|         | Partito Socialista Italiano (PSI)                      | Centro-sinistra  | Socialismo liberale       | Bettino Craxi      |      |
|         | Movimento Sociale Italiano - Destra Nazionale (MSI-DN) | Estrema destra   | Neofascismo               | Giorgio Almirante  |      |
|         | Partito Repubblicano Italiano (PRI)                    | Centro           | Repubblicanesimo          | Giovanni Spadolini |      |
|         | Partito Socialista Democratico Italiano (PSDI)         | Centro-sinistra  | Socialdemocrazia          | Franco Nicolazzi   |      |
|         | Partito Liberale Italiano (PLI)                        | Centro-destra    | Liberalismo               | Renato Altissimo   |      |
|         | Partito Radicale (PR)                                  | Centro-sinistra  | Radicalismo               | Giovanni Negri     |      |
|         | Lista Verde (LV)                                       | Sinistra         | Ambientalismo             | Gianni Mattioli    |      |
|         | Democrazia Proletaria (DP)                             | Estrema sinistra | Comunismo                 | Mario Capanna      |      |

## Campagna elettorale
I partiti politici scelsero di candidare anche molti personaggi dello spettacolo o comunque molto al di fuori della politica:
- La DC candidò l'ex calciatore Gianni Rivera;
- Il PSI candidò il disc jockey e presentatore Virginio "Gerry" Scotti;[6]
- Il PSDI usò l'attore Gigi Reder per uno spot elettorale[7];
- Il PCI candidò il cantante Gino Paoli e Giorgio Strehler (come Sinistra indipendente);
- I radicali candidarono la pornostar Ilona Staller e il cantautore Domenico Modugno;
- DP candidò l'attore Paolo Villaggio.

Gianni Rivera, Domenico Modugno, Gerry Scotti, Ilona Staller, Giorgio Strehler e Gino Paoli vennero eletti (Rivera avrebbe proseguito la carriera politica anche ben oltre la X Legislatura) e si distinsero in vari modi nella relativa legislatura.
I socialisti non negavano ai democristiani la possibilità di avere il prossimo Presidente del Consiglio, ma contemporaneamente avvertivano gli alleati che «potrebbe toccare ancora a noi». La DC candidò nelle sue liste indipendenti qualificati come Guido Carli, Franco Piga, i generali Umberto Cappuzzo e Luigi Poli, e l'ex calciatore Gianni Rivera.

## Risultati

### Camera dei deputati

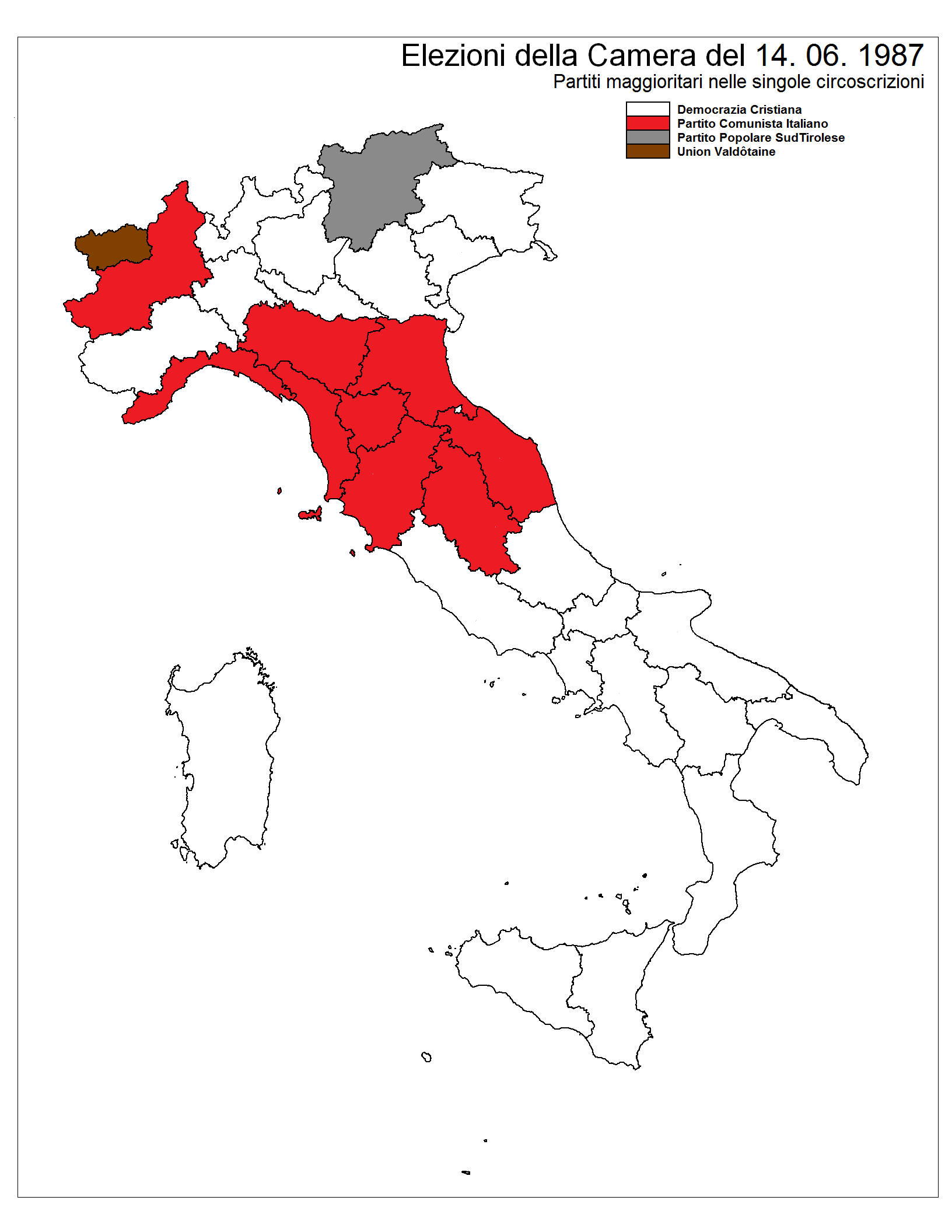
Partiti maggioritari nelle singole circoscrizioni elettorali.

|         |                                                             |            |        |       |                |         |
| Partito | Partito                                                     | Voti       | %      | Seggi | Differenza (%) | /       |
|         | Democrazia Cristiana (DC)                                   | 13.233.620 | 34,31  | 234   | 1,38           | 9       |
|         | Partito Comunista Italiano (PCI)                            | 10.250.644 | 26,57  | 177   | 3,32           | 21      |
|         | Partito Socialista Italiano (PSI)                           | 5.501.696  | 14,27  | 94    | 2,83           | 21      |
|         | Movimento Sociale Italiano - Destra Nazionale (MSI-DN)      | 2.281.126  | 5,91   | 35    | 0,9            | 7       |
|         | Partito Repubblicano Italiano (PRI)                         | 1.428.663  | 3,70   | 21    | 1,38           | 8       |
|         | Partito Socialista Democratico Italiano (PSDI)              | 1.140.209  | 2,96   | 17    | 1,13           | 6       |
|         | Partito Radicale (PR)                                       | 987.720    | 2,56   | 13    | 0,37           | 2       |
|         | Liste Verdi (LV)                                            | 969.218    | 2,51   | 13    | -              | 13      |
|         | Partito Liberale Italiano (PLI)                             | 809.946    | 2,10   | 11    | 0,79           | 5       |
|         | Democrazia Proletaria (DP)                                  | 641.901    | 1,66   | 8     | 0,19           | 1       |
|         | Partito Popolare Sudtirolese (SVP)                          | 202.022    | 0,52   | 3     | 0,02           | Stabile |
|         | Lega Lombarda (LL)                                          | 186.255    | 0,48   | 1     | -              | 1       |
|         | Partito Sardo d'Azione (PSd'Az)                             | 169.978    | 0,44   | 2     | 0,19           | 1       |
|         | Vallée d'Aoste - Autonomie Progrès Fédéralisme (UV-ADP-PRI) | 41.707     | 0,11   | 1     | 0,03           | Stabile |
|         | Altre liste                                                 | 728.209    | 1,89   | 0     | -              | 1       |
| Totale  | Totale                                                      | 38.571.508 | 100,00 | 630   |                |         |

### Senato della Repubblica

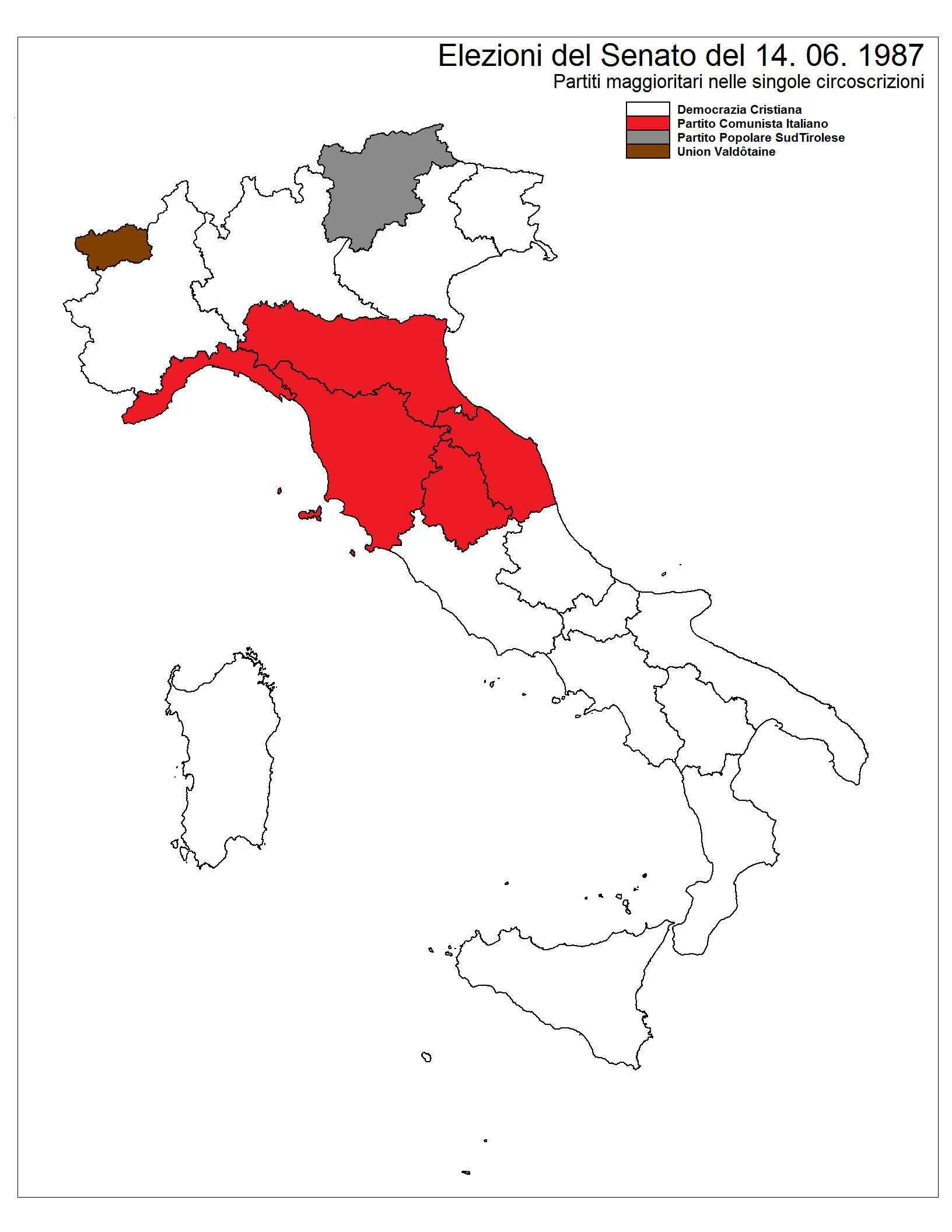
Partiti maggioritari nelle singole circoscrizioni elettorali.

|         |                                                             |            |        |       |                |         |
| Partito | Partito                                                     | Voti       | %      | Seggi | Differenza (%) | /       |
|         | Democrazia Cristiana (DC)                                   | 10.897.036 | 33,62  | 125   | 1,21           | 5       |
|         | Partito Comunista Italiano (PCI)                            | 9.181.579  | 28,33  | 101   | 2,48           | 6       |
|         | Partito Socialista Italiano (PSI)                           | 3.535.457  | 10,91  | 36    | 0,48           | 5       |
|         | Movimento Sociale Italiano - Destra Nazionale (MSI-DN)      | 2.121.026  | 6,54   | 16    | 0,81           | 2       |
|         | Partito Repubblicano Italiano (PRI)                         | 1.248.641  | 3,85   | 8     | 0,82           | 2       |
|         | PSI - PSDI - PR                                             | 962.215    | 2,97   | 9     | -              | -       |
|         | Partito Socialista Democratico Italiano (PSDI)              | 764.370    | 2,36   | 5     | 1,45           | 2       |
|         | Partito Liberale Italiano (PLI)                             | 700.330    | 2,16   | 3     | 0,53           | 1       |
|         | Liste Verdi                                                 | 634.182    | 1,96   | 1     | 1,96           | 2       |
|         | Partito Radicale (PR)                                       | 572.461    | 1,77   | 3     | 0,04           | 2       |
|         | Democrazia Proletaria (DP)                                  | 493.667    | 1,52   | 1     | -              | -       |
|         | Partito Popolare Sudtirolese (SVP)                          | 171.539    | 0,53   | 2     | -              | 1       |
|         | Lega Lombarda                                               | 137.276    | 0,42   | 1     | -              | Stabile |
|         | Partito Sardo d'Azione (PSd'Az)                             | 124.266    | 0,38   | 1     | -              | Stabile |
|         | Alleanza Laico Socialista                                   | 84.883     | 0,26   | 1     | -              | -       |
|         | PSI - PSDI - PR - Verdi                                     | 58.501     | 0,18   | 1     | -              | -       |
|         | Vallée d'Aoste - Autonomie Progrès Fédéralisme (UV-ADP-PRI) | 35.830     | 0,11   | 1     | -              | -       |
|         | Altre liste                                                 | 690.602    | 2,13   | 0     | -              | -       |
| Totale  | Totale                                                      | 32.413.861 | 100,00 | 315   |                |         |

## Analisi territoriale del voto

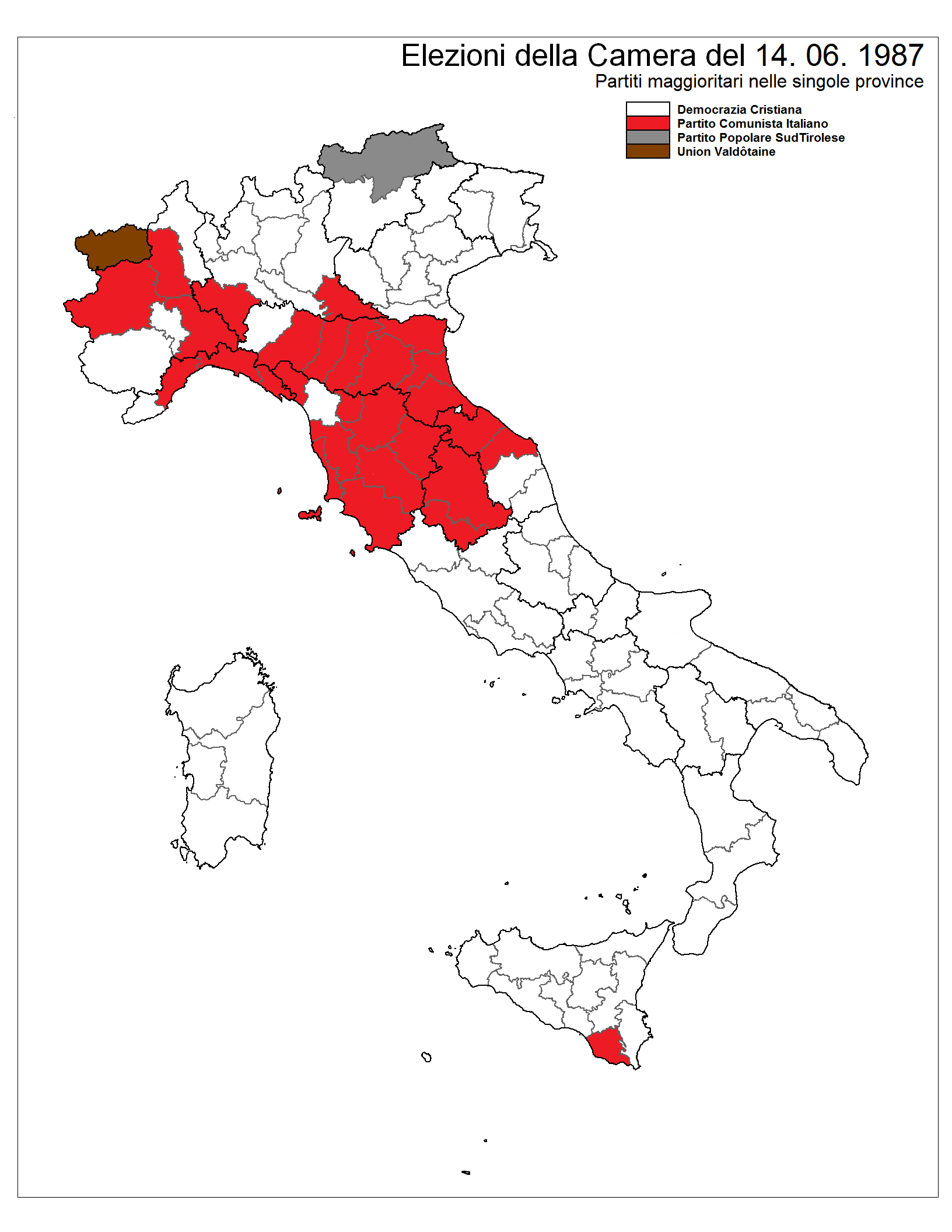
Partiti maggioritari nelle singole province per la Camera.

Rispetto alle precedenti elezioni, il Partito Comunista Italiano subisce un notevole calo di voti in favore di Democrazia Cristiana e Partito Socialista Italiano, perdendo le province di Piacenza (Emilia-Romagna), di Roma (Lazio), di Milano (Lombardia), di Ascoli Piceno (Marche), di Novara (Piemonte), di Cagliari (Sardegna) e di Venezia (Veneto).

## Conseguenze del voto
Il PSI guidato da Bettino Craxi (che tra il 1983 e il 1987 aveva guidato due governi di pentapartito) alla Camera ottenne il miglior risultato dal 1958. La DC recuperò consensi rispetto al 1983: fu un proprio esponente, Giovanni Goria, il Presidente del Consiglio nominato dopo questa consultazione. Il PCI, alle prime elezioni dopo la morte di Enrico Berlinguer (avvenuta tre anni prima), perse diversi voti e questa fu l'ultima consultazione per il rinnovo di Camera e Senato a cui partecipò.
Le consultazioni registrarono l'ingresso in Parlamento delle Liste Verdi, che ottennero complessivamente 1.603.400 voti eleggendo 13 deputati e un senatore, ed ebbero una grossa risonanza sulla stampa internazionale per l'elezione alla Camera di Ilona Staller, pornostar di origini ungheresi in arte «Cicciolina», candidata nel Partito Radicale e votata con 19.886 preferenze. L'elezione di Cicciolina rubò la scena ad altri vip come i cantanti Domenico Modugno e Gino Paoli, o come Giorgio Strehler, passato dalla militanza socialista a Sinistra Indipendente. Iniziava inoltre la sua storia parlamentare anche la Lega Lombarda, che ottenne un seggio in entrambi i rami del Parlamento, eleggendo deputato Giuseppe Leoni e senatore Umberto Bossi.